# Iceland (супермаркет)
Iceland — британская сеть продуктовых супермаркетов в Великобритании и Ирландии. Специализируется на замороженных продуктах, включая готовые мясные блюда, гарниры, пиццу, овощи и полуфабрикаты. Доля компании на продуктовом рынке Британии — 1,8 %.

## История
Iceland ведёт свою историю в 1970 году, когда Мальколм Уокер открыл свой первый магазин в уэльском городке Озуэстри, вместе со своим бизнес-партнером Питером Ханчлифом, инвестировав в аренду помещения £60 в месяц. Когда в торговой сети насчитывался уже 81 магазин в 1984 году, её акции были размещены на Лондонской фондовой бирже.
В 1993 году компания приобрела фуд-холлы универмага Littlewoods, а также французскую сеть Au Gel.
Приблизительно в 2000 году компания попыталась объединиться с British Home Stores. В мае 2000 года Iceland Foods объединилась с Booker plc. Стюарт Роуз из Букера стал генеральным директором объединенной компании. В ноябре 2000 года он перешёл в Arcadia Group, а в январе 2001 года его заменил Билл Гримси. .
В феврале 2002 года холдинговая компания Iceland Foods была переименована в Big Food Group.
После крушения Baugur в 2009 году 77 % акций фирмы перешли в собственность исландских банков Landsbanki и Glitnir. В 2012 году пакет акций приобрел консорциум, включая Малкольма Уокера и Грэма Киркхема.
В январе 2009 года Iceland Foods объявила, что приобретёт 51 магазин в Великобритании у обанкротившейся сети Woolworths Group через три дня после того, как последние 200 магазинов Woolworths закрыли свои двери.
В марте 2010 года компания вошла в список Топ-25 крупнейших компаний работодателей Великобритании, составленный Sunday Times.
В ноябре 2013 года компания начала продавать онлайн технику в партнёрстве с DRL Limited.
В 2014 году в Чехии было открыто 2 новых магазина. В мае 2014 года компания снова запустила онлайн-магазин, прекративший деятельность в 2007 году.
В январе 2018 года Iceland Foods объявила, что к концу 2023 году прекратит использование пластика для всех продуктов собственного бренда .